# Jaume Alberdi i Cornet
Jaume Alberdi i Cornet (Orleans, França, 1932 - San Pedro Sula, Hondures, 6 de gener del 2001) va ésser un actor i dramaturg català nicaragüenc. Era net del poeta i dramaturg català Florenci Cornet. Va passar part de la seva infantesa a Barcelona, però als 18 anys va marxar a Nicaragua. Va començar en el teatre en els anys 50, treballant amb algunes de les figures més destacades del teatre de Nicaragua, com Pilar Aguirre, una de les actrius més populars d'aquest país. L'any 1958 va escriure, va dirigir i va produir la seva primer pel·lícula titulada "Pasiones sangrientas", protagonitzada per Kaj West i Gilbert Iglesias. Durant molts d'anys va ésser guionista de TV-Canal 6 de Nicaragua. L'any 1963 va rebre el premi "Güegüense de oro" al millor director. El 1956 va fundar la revista "Cine-Información", que va dirigir fins al 1964. L'any 1977 va formar a Managua el "Teatro Profesional"; posteriorment va fundar el "Teatro de Cámara de Managua". La seva foto es troba en el "Hall of Fame" del teatre de Nicaragua. L'any 1971 va dirigir al Teatre Victòria (Barcelona) la revista musical "Chicho Gordillo Show".

## Obres
Va estrenar les següents obres de teatre: "La vecina" (1961); "El noviazgo" (1982); "El premio" (1984); "La visita" (1985) i "Ciclo" (1985).
L'any 1963 va escriure la novel·la "El hombre y su distancia". L'any 1987 va publicar "Curso Intensivo de Teatro con siete obras", llibre de caràcter didàctic molt utilitzat en el món del teatre de Nicaragua.
En català va escriure "Cristòfor Colom, el corsari: la veritable història de l'Almirall Major de la Mar Oceànica".